# گژگوش پانفیل
 گژگوش پانفیل (انگلیسی: Grzegorz Panfil؛ زادهٔ ۱ ژانویهٔ ۱۹۸۸) یک تنیس‌باز اهل لهستان است.